# Aixurbelkala
Aixurbelkala o Aššur-bel-kala ("el déu Aššur és el senyor de totes les coses") va ser rei d'Assíria de potser el 1074 aC al 1056 aC. Segons la Llista dels reis d'Assíria va governar 18 anys.
Era fill de Teglatfalassar I, i va succeir al seu germà Aixaridapal-Ekur que va tenir un breu regnat. Del seu govern no se sap gairebé res però per fonts babilònies es coneix un tractat de pau entre els dos estats amb el rei Mardukxapikzeri, que estaria basat en la necessitat de fer front a l'amenaça dels arameus.
Com que Teglatfalassar va regnar 40 anys i ja feia expedicions militars al primer any del seu regnat, els seus fills havien de ser homes de probablement entre 40 i 50 anys. Aixaridapal-Ekur hauria mort relativament jove però Aixurbelkala va tenir un regnat més llarg i hauria mort amb un mínim d'uns 60 anys que podrien molt bé ser 70 o més i, per tant, la seva mort es va produir dintre de la normalitat i no es pot considerar que fos una mort prematura.
Segons la Llista dels reis d'Assíria el va succeir el seu fill Eriba-Adad II.